# Serra de Casesnoves
La Serra de Casesnoves és una serra al terme municipal de la Vall de Boí, a la comarca de l'Alta Ribagorça, en el límit del Parc Nacional d'Aigüestortes i Estany de Sant Maurici i la seva zona perifèrica. El nom prové «del llatí casas novas, cabanes noves». Per haver sigut una «zona plena de pletius, pletes i cabanes».
La serra uneix el Tuc de la Comamarja (2.562,1 m), a ponent, i el Cap de les Cometes, que constitueix la seva alçada màxima amb 2.681,4 metres, a llevant. Separa les Cometes de Casesnoves, a la Vall de Sant Nicolau al nord, de les Costes a la Vall de Sant Martí al sud.